# Hyldegård
Hyldegård er en storgård i Holbæk Kommune og Hagested sogn, der ligger i byen Mårsø. 
Gården lægger navn til vejen Hyldegårdsvej og den ligger som den sydligste ejendom på vejen.
|  | Denne artikel om en bygning eller et bygningsværk kan blive bedre, hvis der indsættes et (bedre) billede. Du kan hjælpe ved at afsøge Wikimedia Commons for et passende billede eller lægge et op på Wikimedia Commons med en af de tilladte licenser og indsætte det i artiklen. |

55°43′46.1″N 11°38′30.3″Ø / 55.729472°N 11.641750°Ø